# Ilha dos Tigres
Die Ilha dos Tigres (Tigerinsel, teilweise auch Baia dos Tigres genannt) gehört politisch zu der Republik Angola. Sie ist seit 1962 die größte Insel südlich des Äquators an der Westküste Afrikas.

## Geografie
Die Insel liegt knapp zehn Kilometer westlich der Küstenlinie in der Provinz Namibe an der Baia dos Tigres. Geologisch liegt sie auf dem Kontinentalschelf der Afrikanischen Platte und verlängert als riesige Sandbank gleichsam den 163 km langen, östlich auf dem Festland gelegenen Iona-Nationalpark. Sie erhebt sich größtenteils nur zwei bis sieben Meter über den Meeresspiegel. Ursprünglich handelte es sich um eine Halbinsel mit einer Fläche von 98 Quadratkilometern und einer Länge von 35,9 Kilometern, die über eine schmale Landzunge im Süden mit dem Festland verbunden war. 1962 durchbrach von einem Tag auf den anderen die Meeresströmung in einem Sturm die Landzunge und trennte die bisherige Halbinsel vom Festland ab. Durch den stetig steigenden Meeresspiegel und Erosion hat die Insel heute nur noch eine Länge von 22,4 km und ihre Fläche hat sich auf 86 km² verringert.
Die höchste Stelle der Insel befindet sich südwestlich des Ortsteiles Capela da baia dos tigres.⊙ Sie erreicht dort eine Höhe von 46 m und ist bei sichtigem Wetter vom Festland aus zu erkennen.
Im Nordosten der Insel signalisiert der in den 1920er Jahren gebaute, 12 Meter hohe Leuchtturm am Ponta da Marca auf einer markanten Anhöhe von 10 m ⊙ die Landmasse für die Küsten- und Seeschifffahrt.

## Geschichte
Die Halbinsel wurde 1486 durch den portugiesischen Seefahrer Diogo Cão entdeckt. Der Name Tigerinsel taucht bereits im 17. Jahrhundert als Tijgers Eylandt auf Seefahrerkarten von Niederländern auf. Den langgezogenen Sanddünen und deren Schattenwurf verdankt die Landzunge ihre Namensherkunft, da diese von Weitem aussieht wie das ausgebreitete Fell des Tigers. Es kursieren noch mehrere weitere Legenden, die die Namensherkunft zu erklären versuchen.
In den späten 1850er Jahren besuchte der österreichische Botaniker und Afrikaforscher Friedrich Welwitsch die Halbinsel, der dort endemische Pflanzenarten beschrieb. In der portugiesischen Kolonialzeit entstand dort in den 1860er Jahren zunächst ein kleiner Stützpunkt der Handelsfischerei. Die Entwicklung des Standortes verlief schleppend: Zwar wusste man die fischreichen, warmen Gewässer zu schätzen, die vor dem kalten Benguelastrom geschützt waren, jedoch war der Mangel an Trinkwasser, frischem Obst und Gemüse ein stetes Hemmnis. Alles musste über mehrere Generationen hinweg mühselig auf dem Land- oder Seeweg importiert werden. Exportiert wurden im Gegenzug Fischöl und Fischmehl, was der Ansiedlung dennoch zu einigem Wohlstand verhalf. Im Osten der Insel entstand nördlich der Fischereisiedlung São Martinho dos Tigres an der Baia dos Tigres auch die katholische Kirche Capela da baia dos tigres, die von den Portugiesen aus Muscheln und anderen Materialien aus dem Meer gebaut wurde.

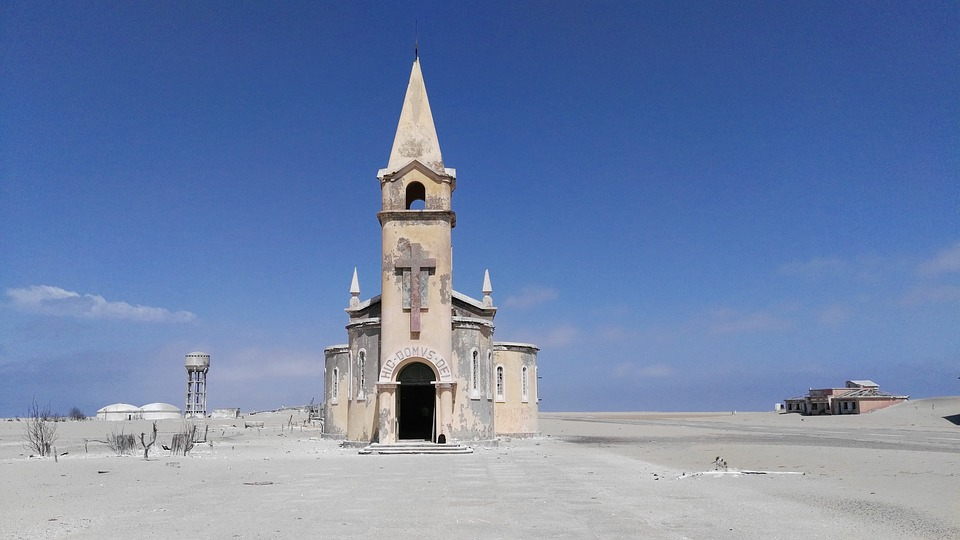
Capela da baia dos tigres und Wasserturm von Norden (2016)

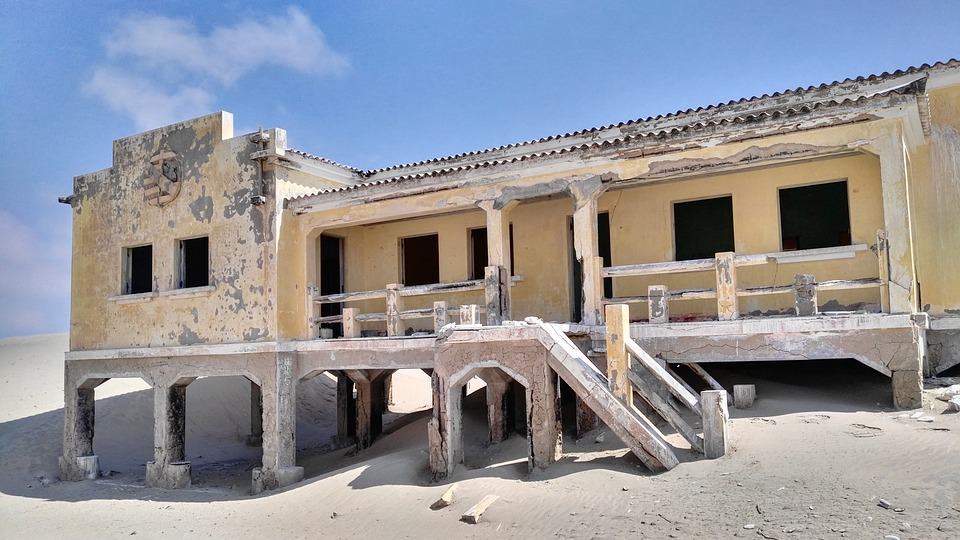
Ehemaliges Schulhaus in der ortstypischen, zum Schutz vor Sandstürmen aufgeständerten Bauweise

Im Jahr 1922 wurde eine Meerwasserentsalzungsanlage errichtet, die pro Tag 22.500 Liter Süßwasser für die Einwohner des Ortes São Martinho dos Tigres produzierte. Einen Innovationsschub erfuhr die Insel erst nach dem Zweiten Weltkrieg, nachdem in den 1950er Jahren am Foz do Cunene eine Pumpstation gebaut worden war. Mit dieser konnte über eine Pipeline ausreichend Wasser aus dem 70 km südlich in den Atlantik mündenden Kunene-Fluss bezogen werden. In kurzer Folge wurden ein Wasserturm, Fabriken, neue Anlegestellen und eine Krankenstation gebaut. 1957 kamen ein Flugplatz mit einer einen Kilometer langen betonierten Rollbahn und eine Polizeistation hinzu. In den neu gebauten Wohnbezirken wurden Obstgärten angelegt, es wurden Straßen gebaut sowie ein Kino und eine Grundschule eröffnet. Die Grundschule besaß zwei Klassenräume für je zwei Jahrgangsstufen. Ältere Schüler mussten wochentags im 92 km nördlich gelegenen Tômbua ins Internat, die Oberstufenschüler nach Moçâmedes. Wöchentlich kamen Versorgungsflüge, und ein Arzt besuchte die Krankenstation. Es fehlte den bis zu 1500 Inselbewohnern, von denen etwa 300 portugiesischer Abstammung waren, an nichts mehr. Zum Schutz vor den häufigen Sandstürmen wurden alle Neubauten aufwendig auf zwei Meter hohen Betonpfählen aufgeständert.

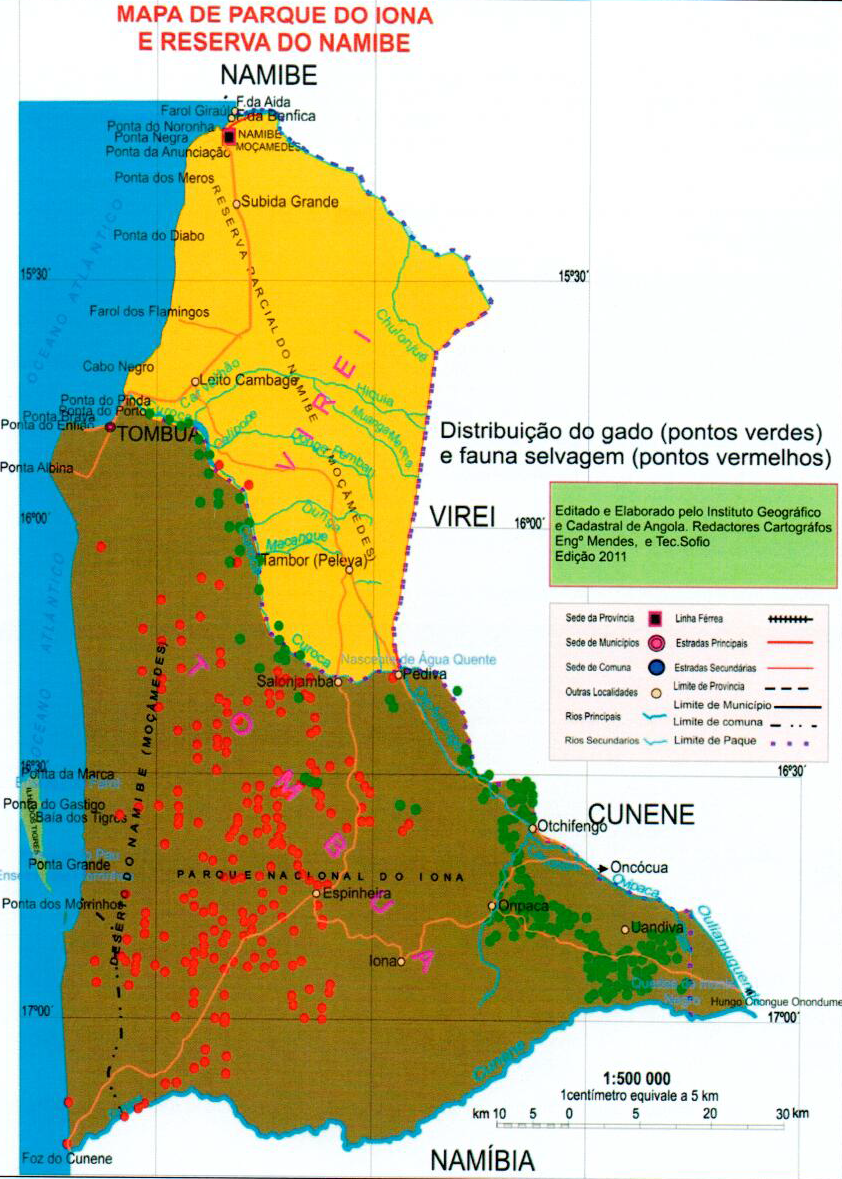
Karte von 2013

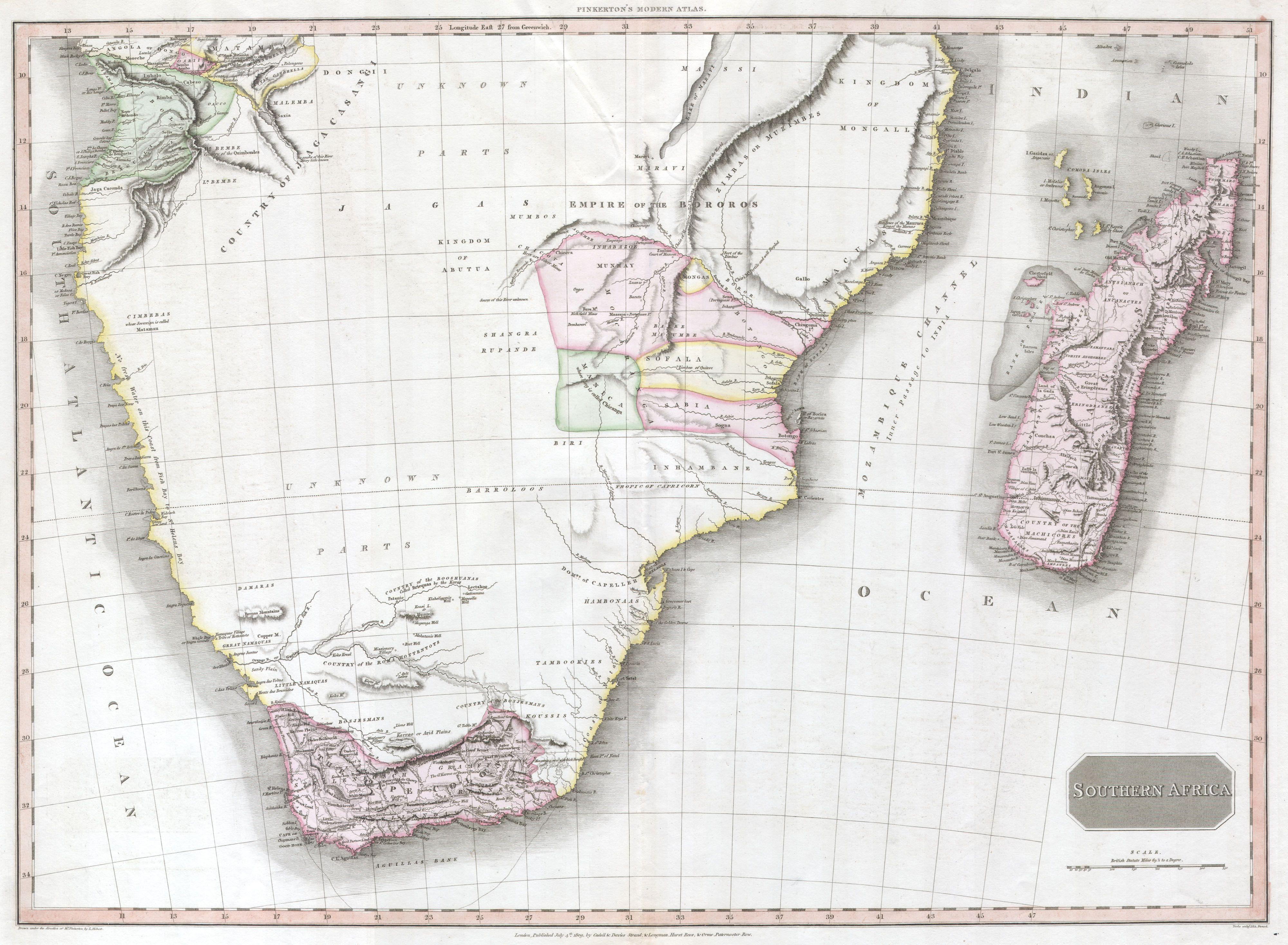
Tigers Island auf einer Karte von 1809

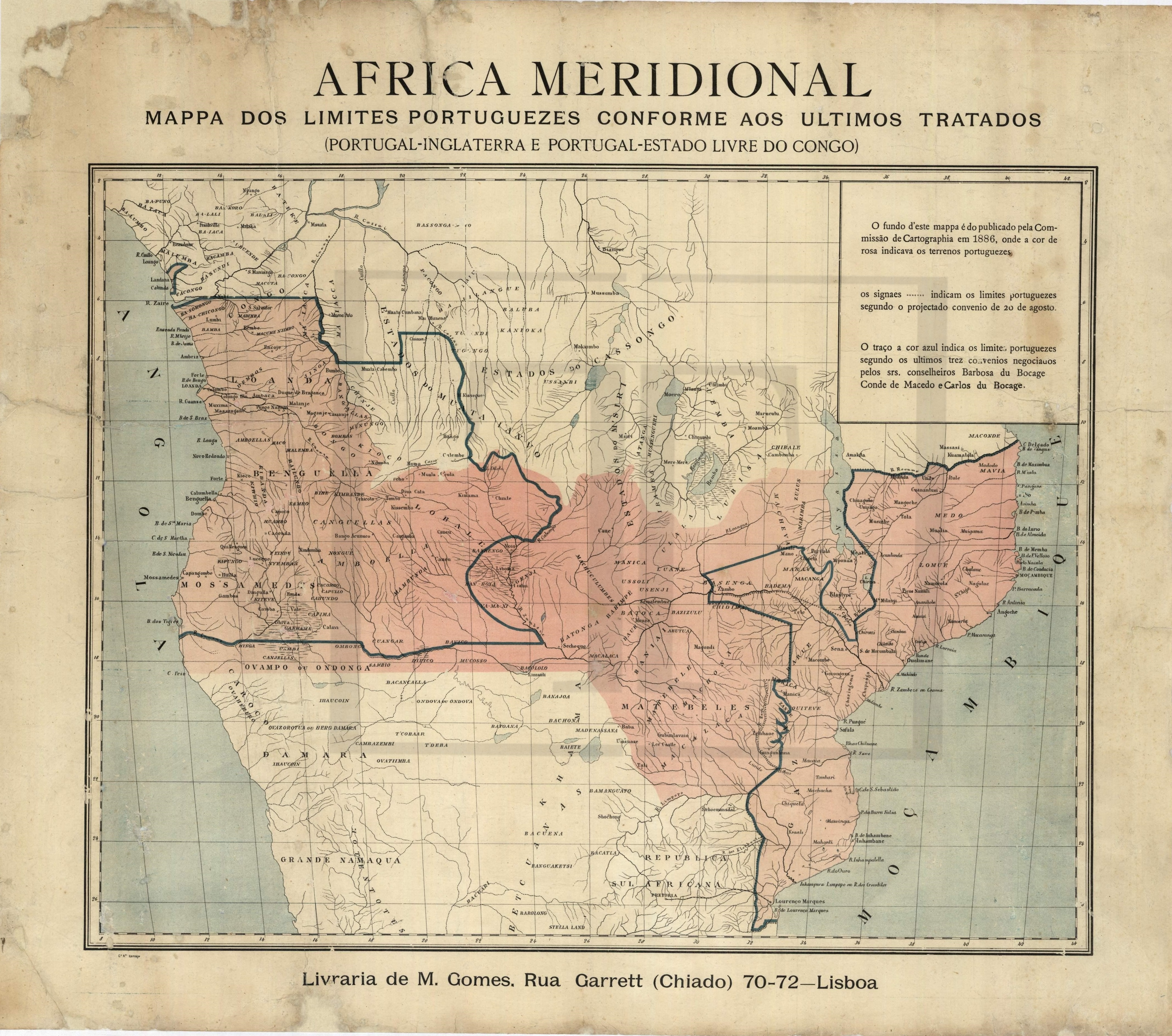
Die Halbinsel auf einer portugiesischen Karte von 1886

Insgesamt entstanden in der Kolonialzeit dort vier Siedlungen, die 1973 insgesamt 400 Häuser und 1.068 Bewohner umfassten:
- Baia dos Tigres, der Hauptort im Osten und Fischereihafen (ruinös erhalten)[10]
- Ponta da Marca, im Norden (abgegangen, unter Dünen, Leuchtturm erhalten)[10]
- Ponta do Gastigo, im Nordosten (ruinös erhalten)[10]
- Ponta dos Morrinhos, im Südwesten, ehemalige Sträflingskolonie (abgegangen, heute überflutet)[10]

Der abgelegene südwestliche Fischereistützpunkt Ponta dos Morrihos wurde als die staatliche Sträflingskolonie Prisional de São Nicolau betrieben. Die Insel hat dort jedoch inzwischen so stark an Landmasse verloren, dass der Ort heute einen Kilometer südwestlich der Küstenlinie unter Wasser liegt und nur noch für die Unterwasserarchäologie zugänglich ist.
Die Halbinsel war damals im Süden über eine schmale Landzunge auf dem Landweg zugänglich, die nur ein schmaler Siel unterbrach. Der steigende Meeresspiegel, Wind- und Wellenerosion spülten bei einem Sturm mit bis zu zehn Meter hohen Wellen am 14. März 1962 die Landverbindung weg. Mit der Unterbrechung des Landweges wurde der Insel zugleich die Wasserversorgung durch die Pipeline abgeschnitten. Das Leben auf der Insel wurde aufgrund der kargen Vegetation, der wieder zunehmenden Verkehrsprobleme und des erneuten Mangels an Trinkwasser zusehends schwieriger. Als die Lage während der Nelkenrevolution auch politisch unsicher wurde, verließen schließlich am 25. April 1974 die letzten Siedler fluchtartig die Insel, ebenso wie auch die Anlieger am Foz do Cunene. Im Folgejahr brach der Bürgerkrieg in Angola aus.
Seither ist die Insel unbewohnt. Hunderte von Bauten sind zu einer Geisterstadt geworden und versinken allmählich in den Sanddünen, ebenso wie die ehemalige Hauptstraße, die auch als Landebahn für Flugzeuge genutzt wurde,. Sie entwickelte sich zu einem Zentrum der illegalen Fischerei, bis der Staat 1996 wieder die Verwaltung übernahm, um die Ressourcen des Meeres zu schützen, die Insel wird seitdem regelmäßig von einem Schiff der staatlichen Fischereiaufsicht besucht.
In den späten 2000er Jahren war die Errichtung einer modernen neuen Fischereistation in der Baia dos Tigres geplant. Diese sollte Arbeitsplätze für die Region generieren und eine Muschelfarm beinhalten, die eine Million Tonnen jährlich erzeugt. Beides ist jedoch bislang nicht realisiert worden. Spätere Pläne des Gouverneurs von Namibe, auf der Insel ein angolanisches Freizeitparadies nach dem Vorbild von Las Vegas mit einer Spielbank und luxuriösen Resorts für Touristen oder wieder ein Gefängnis zu errichten, blieben ebenso unverwirklicht.
Bei einer geplanten Bestandsaufnahme stürzte 2002 der Helikopter mit der Besichtigungsdelegation, bestehend aus dem Innenminister, seinem Stellvertreter und dem Direktor des Strafvollzugs, nahe der Küste ab, wobei diese alle ums Leben kamen.
In der Folgezeit plünderte der Führer eines Fischtrawlers die damals noch vorhandene Kirchenglocke, indem er diese mit einem Schleppseil aus dem Kirchturm herausriss und an einen Schrottsammler verkaufte. Auch die geschnitzten Kirchenbänke wurden kurze Zeit später ausgebaut, verschifft und weiterverkauft.

## Heute
Nur Abenteurer und Naturforscher besuchen heute noch die Insel. Hafen, Straßen und die stattlichen Bauten im portugiesischen Kolonialstil sind bereits ab- oder untergegangen beziehungsweise im Vergehen.
Nach jüngster Zählung leben in dem Gebiet, das die Natur allmählich für sich zurückerobert, mindestens 11.000 Brutvögel, darunter 25 vom Aussterben bedrohte Arten, sowie verschiedene Meeresschildkrötenarten. Statt der Landzunge klafft inzwischen eine fast zehn Kilometer breite Meerenge mit einigen Untiefen zwischen der Insel und dem Festland. Diese ist zwar strategisch und wirtschaftlich völlig unbedeutend, aber nach wie vor bei Sportfischern beliebt. Auch Großwildjäger brechen von dort aus zum Festland hin auf.